# Nintendo Life
Nintendo Life, stilizzato nintendolife, è un webzine incentrato sui prodotti di Nintendo, quali videogiochi e contenuti scaricabili.
Diverse sezioni sono dedicate alle piattaforme Nintendo, come Wii, Nintendo DSi, WiiWare, DSiWare e  Virtual Console (retrogaming), e ai giochi per esse ancora in sviluppo.

## Storia
Nintendo Life venne fondato da Cuttlefish Multimedia Ltd
il 16 novembre 2006, in coincidenza con l'uscita della Wii negli Stati Uniti d'America. Appartiene a Gamer Network e nel 2009 lanciò i siti WiiWare World e Virtual Console Reviews per estendere ancor di più la propria copertura sulle notizie videoludiche di quei settori.